# Pseudozarba morosa
Pseudozarba morosa là một loài bướm đêm trong họ Noctuidae.